# Gerichtsbezirk Buchenstein
Der Gerichtsbezirk Buchenstein (Livinallongo) war ein dem Bezirksgericht Buchenstein unterstehender Gerichtsbezirk in der Gefürsteten Grafschaft Tirol. Der Gerichtsbezirk umfasste das Fodom (Buchensteintal) sowie das Hochtal von Colle Santa Lucia und gehörte zum Bezirk Ampezzo. Nach dem Ersten Weltkrieg musste Österreich den gesamten Gerichtsbezirk an Italien abtreten.

## Geschichte
Der Gerichtsbezirk Buchenstein wurde durch eine 1849 beschlossene Kundmachung der Landes-Gerichts-Einführungs-Kommission geschaffen und umfasste ursprünglich die zwei Gemeinden Livinallongo (Buchenstein) und Colle Santa Lucia.
Der Gerichtsbezirk Buchenstein bildete im Zuge der Trennung der politischen von der judikativen Verwaltung
ab 1868 gemeinsam mit dem Gerichtsbezirk Ampezzo den Bezirk Ampezzo.
Der Gerichtsbezirk Buchenstein wies 1869 eine Bevölkerung von 2.984 Personen auf.
1910 wurden für den Gerichtsbezirk 2.983 Personen ausgewiesen, von denen 87 Deutsch (2,9 %) und 2.827 Italienisch oder Ladinisch (94,8 %) als Umgangssprache angaben. Die Bevölkerung gehörte dabei vor allem der ladinischen Volksgruppe an.
Durch die Grenzbestimmungen des am 10. September 1919 abgeschlossenen Vertrages von Saint-Germain wurde der Gerichtsbezirk Buchenstein zur Gänze Italien zugeschlagen.

## Gerichtssprengel
Der Gerichtssprengel umfasste 1910 die zwei Gemeinden Livinallongo (Buchenstein) und Colle Santa Lucia.